# Glaciation de l'Ordovicien supérieur
La glaciation de l'Ordovicien supérieur est la première partie de la glaciation de l'Andéen-Saharien. Elle a affecté la région du Sahara au cours de l'Ordovicien supérieur, entre 460 et 440 Ma. La température des mers tropicales était inférieure d'environ 5 °C aux températures actuelles. Cette glaciation majeure est considérée comme la cause principale de l'extinction Ordovicien-Silurien, au cours de laquelle la majorité des espèces d'animaux marins ont disparu. La glaciation de l'Ordovicien supérieur est le seul épisode glaciaire ayant coïncidé avec une extinction de masse.
Des traces de cette glaciation sont visibles au Maroc, en Afrique du Sud et en Libye par exemple. L'hémisphère nord a été moins touché, car la majeure partie des terres se situaient dans l'hémisphère sud. Le volume maximum des calottes polaires est estimé entre 50 et 250 millions de kilomètres cubes, et la glaciation a duré entre 1 et 35 millions d'années. La glaciation a connu deux pics.

### Isotopiques

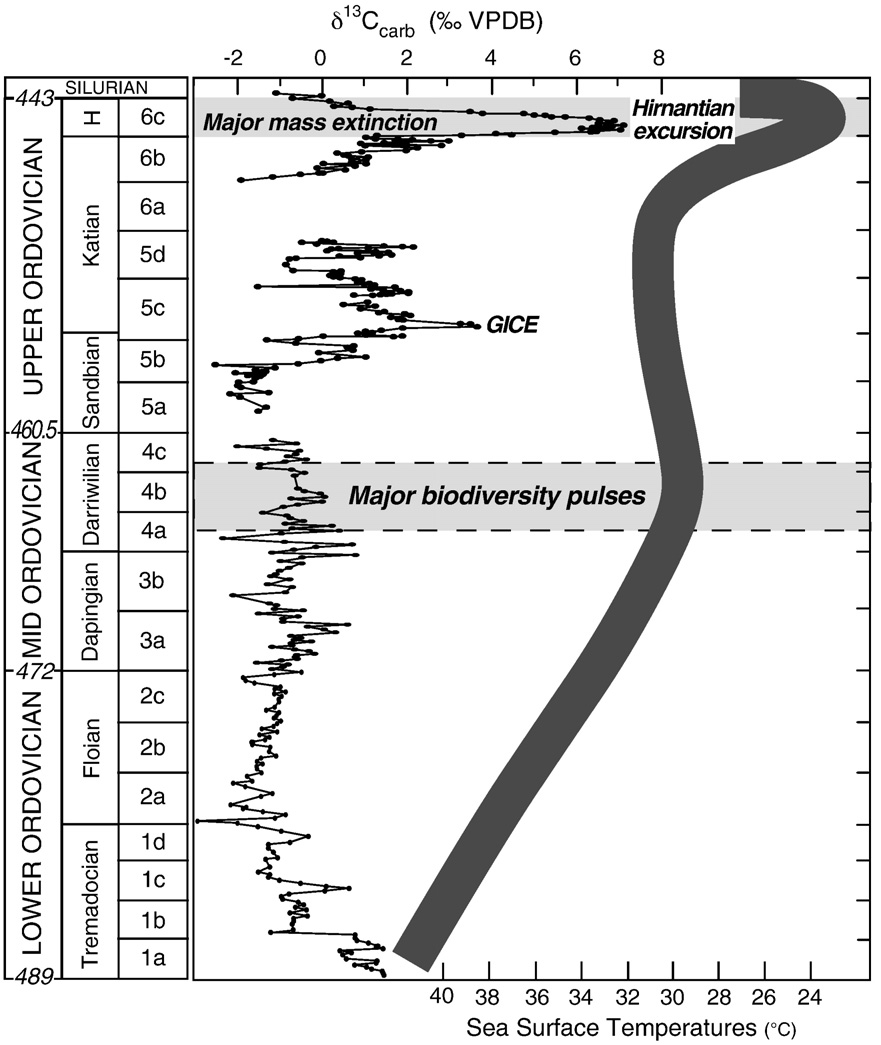
Niveaux de carbone 13, avec la période de l'Ordovicien supérieur tout en haut.

## Causes possibles

### Événement météoritique
La désintégration d'un astéroïde, une chondrite de type L, a causé une chute importante de météorites sur Terre. Le volume de poussières dans la stratosphère a augmenté d'un ordre de grandeur de 3 ou 4, et a pu déclencher l'âge glaciaire en filtrant les rayons du Soleil et en les réfléchissant dans l'espace.

### Chute du CO2
L'un des facteurs empêchant les périodes glaciaires est la concentration de CO2 dans l'atmosphère, qui était à l'époque de 8 à 20 fois supérieurs aux niveaux pré-industriels. Mais on pense que le niveau de concentration a chuté de manière significative à la fin de l'Ordovicien, ce qui a pu accentuer la glaciation. Il est toutefois possible que la glaciation ait débuté avec de forts niveaux de CO2, mais cela dépend beaucoup de la configuration continentale.
Une théorie est que l'activité volcanique continentale a provoqué des écoulements basaltiques dans la province ignée du Katien. Cela aurait dégagé de grandes quantités de CO2 dans l'atmosphère, mais aurait remplacé les roches granitiques par des plaines basaltiques. Les roches basaltiques s'érodent bien plus vite que les roches granitiques, ce qui aurait rapidement fait baisser le niveau de CO2 atmosphérique en-dessous des niveaux pré-activité volcanique.

## Importance
La glaciation de l'Ordovicien supérieur coïncide avec la deuxième plus grosse extinction massive, connue sous le nom d'extinction Ordovicien-Silurien. C'est aussi le seul épisode glaciaire ayant coïncidé avec une extinction de masse.
L'extinction a connu deux pics. Le premier a dû être provoqué par le refroidissement rapide, et la hausse de l'oxygénation de la colonne d'eau. C'était le plus important des deux pics, entraînant la disparition de la plupart des espèces animales vivant dans les hauts-fonds et dans les profondeurs des océans. La seconde phase d'extinction est associée à une forte hausse du niveau des mers, et provoquée par des conditions atmosphériques avec des niveaux d'oxygène moitié moindres par rapport aux taux actuels, et des eaux anoxiques. Cette anoxie aurait tué une grande partie des survivants de la première vague d'extinction. Au total, l'extinction de l'Ordovicien supérieur a enregistré 85% de perte des espèces animales marines et 26% des familles animales.